# Lola Hoffmann
Helena Jacoby de Hoffmann, más conocida como Lola Hoffmann (Riga, hoy capital de Letonia; 19 de marzo de 1904-Santiago, Chile; 30 de abril de 1988), fue una fisióloga, psiquiatra y guía ruso-judía del crecimiento interior.

## Primeros años
Nació en el seno de una familia de origen judío, acomodada e intelectual, de habla alemana, que profesaba la religión luterana. El ambiente familiar acogedor e intelectual fue muy importante en su evolución personal e intelectual. En 1919 la familia Jacoby decidió partir a Friburgo de Brisgovia (Alemania), después de los duros años de la Primera Guerra Mundial, de la Revolución rusa y la persecución que había sufrido su padre por pertenecer al movimiento liderado por Aleksandr Kérenski.

## Facultad de Medicina
Lola se matricula en la Facultad de Medicina de Friburgo y permanece en ella luego de la partida de su familia a Riga. Su vida cambia bastante, se integra a un grupo de estudiantes bálticos, hace nuevas amistades, se dedica con tesón a sus estudios. Era una época de importantes filósofos en la Universidad de Friburgo: Edmund Husserl, Martin Heidegger e incluso asiste a charlas de Richard Wilhelm y de Carl Gustav Jung, sin imaginar que esos autores, treinta años más tarde, se volverían tan importantes en su vida.
Una vez terminada la tesis sobre las glándulas suprarrenales de las ratas, parte a Berlín como asistente del principal especialista en hormonas de Alemania, Paul Trendelenburg. En Berlín conoció la efervescencia cultural de esos años: asistió al estreno de La consagración de la primavera, de Igor Stravinski; La ópera de tres centavos, de Bertolt Brecht, y se sintió atraída por el dadaísmo, el movimiento Bauhaus y la obra del pintor Kurt Schwitters. Tuvo la oportunidad de asistir a un concierto de violín interpretado por Albert Einstein que se llevó a cabo para recolectar recursos para estudiantes judíos pobres.
En sus trabajos de investigación conoció a un médico chileno, Franz Hoffmann, que realizaba un postgrado en Fisiología. Trabajaron juntos, se enamoraron y cuando Franz -en 1931- regresa a su país, deciden hacerlo juntos.
Esta decisión tendrá consecuencias salvadoras para Lola y para su familia directa -padres y hermanos- que viajarán a Chile en 1934, escapando del destino de deportación y muerte en los campos de concentración nazis.

## Santiago de Chile
El primer año en Chile lo dedicó a aprender español y a empaparse de la cultura chilena, de su paisaje, conocer a su gente. Una vez segura con el idioma, comenzó a trabajar: primero, en el Instituto Bacteriológico, y en 1938, en el recién creado Instituto de Fisiología de la Universidad de Chile, como asistente de su marido. Investigaban, publicaban y viajaban juntos. Permaneció en el Instituto de Fisiología desde 1938 hasta 1951, pero nunca fue remunerada por su trabajo. Ella explicaba que no era admisible que un profesor contratara a un pariente y menos a una mujer: era muy extraño ver a una mujer descuartizando animales.

### La crisis
Después de más 20 años de trabajo experimental en fisiología, a los 46 años de edad Lola sintió que su entusiasmo en el trabajo decaía y llegó la depresión. En esa época relata que tuvo un sueño al que le dio mucha importancia y que poco a poco iría facilitándole el darse cuenta de su vida y de sus necesidades.
En el sueño se veía en el laboratorio, abriendo el esternón de un perro con una gran tenaza; una vez que lograba abrir el tórax puede observar el rítmico latido del corazón y los pulmones que se inflan y desinflan. Inesperadamente, desde el interior del perro surgen los brazos de una mujer que se mueven con desesperación; luego, una cabeza, y ve el rostro ensangrentado de la secretaria de su marido, Margarita Engel. En su sueño ella sólo podía pensar que había matado a Margarita, a quien quería tanto y que se había convertido en una asesina. Decidió no matar nunca más a un animal.
Cuando la depresión llegó y ya nada le interesaba, su marido le propuso hacer un viaje por Europa y ella, sin mucho entusiasmo, aceptó. Mientras esperaba la salida del barco en Buenos Aires, se fijó en un libro La psicología de C. G. Jung, de Jolande Jacobi. Evocó aquellas incomprensibles charlas a las que había asistido en Berlín y le llamó la atención la coincidencia del apellido de la autora con el suyo de soltera. Compró el libro para leerlo en la travesía. Y aquella lectura -confiesa- le dio algunas pistas de lo que le estaba sucediendo.

### El cambio
Ella cree comprender que el sueño que la había impresionado era una analogía de lo que estaba haciendo con su propia vida; el asesinato de Margarita Engel era su propio asesinato. Engel en alemán quiere decir "ángel"; ella estaba matando su ángel.
Viaja a Zúrich y toma contacto con la autora del libro, Jolande Jacobi; decide abandonar la fisiología y convertirse en psiquiatra.
Cuando vuelve a Chile dedica todo su tiempo a lograr esta decisión de convertirse en psiquiatra. Primero trabaja en sí misma: se autoanaliza y anota todos sus sueños.
Luego pasa a trabajar en la Clínica Psiquiátrica de la Universidad de Chile, cuyo director era Ignacio Matte Blanco. A él le habló de su interés en encontrar enlaces entre psiquiatría y fisiología. En sus estudios exploratorios descubrió y comenzó a practicar "El entrenamiento autógeno" del neurólogo alemán Johannes Heinrich Schultz, un método de autohipnosis que, mediante una serie de ejercicios fisiológicos, puede conseguir un estado similar al que se obtiene con la hipnosis exógena. Otro neurólogo que le interesaba era Ernst Kretschmer que, al igual que Schultz, redescubrió el valor de lograr estados prehipnóticos para la terapia psiquiátrica.
Luego de trabajar cinco años en la Clínica Psiquiátrica de la Universidad de Chile, sintió la necesidad de profundizar sus conocimientos y postuló a una beca en la Clínica Psiquiátrica de la Universidad de Tubinga, en Alemania, dirigida por Ernst Kretschmer, y a la cátedra de Eugene Bleuler, en Zúrich, Suiza. Permanece un año en Tubinga y se traslada por otro año a Zúrich. En Zúrich aprovecha la oportunidad para asistir a las últimas conferencias que daba Carl Gustav Jung (por entonces ya en sus últimos años de vida), que fueron claves en su trabajo posterior como psicoterapeuta.
A su regreso a Chile, en 1959, se reintegra a la Clínica Psiquiátrica y se une a los primeros ensayos de terapia grupal y a un grupo de experimentación controlada con LSD y mariguana.

### Los amores
En la separación radical con su mundo científico anterior, fue importante el contacto con el escultor y poeta chileno Tótila Albert. Se hicieron muy amigos, se enamoraron y fueron amantes por 17 años, hasta la muerte del escultor, en 1967.
Sin embargo, Lola no rompió su matrimonio, no sólo porque Franz era el compañero de toda su vida, sino porque estaba convencida de que las relaciones de pareja exclusivas y excluyentes eran una costumbre hipócrita impuesta por la sociedad. Pensaba que las relaciones paralelas eran importantes para el propio crecimiento de la pareja. 
Continuaron viviendo en el mismo terreno familiar en Pedro de Valdivia Norte. Cada uno construyó su propia casa, siempre en comunicación y compartiendo algunas comidas. Su marido también comenzó a explorar nuevos mundos. Comenzó a estudiar antropología y se dedicó a la pintura. No volvió a tener una nueva pareja estable sino tras varios romances.
Lola pensaba que una de sus contribuciones había sido apoyar a mujeres y hombres a ser personas completas y para esto era necesario desarmar el sistema patriarcal que dominaba la sociedad. La primera persona que le habló de patriarcado fue Tótila Albert y ella se sentía deudora de ese nuevo punto de vista sobre la mujer y la pareja: estaba convencida de que ese sistema impedía las relaciones libres y completas.
Tótila Albert murió en 1967 y algunos meses más tarde su marido, Franz Hoffman, sufrió un ataque apopléjico que primero le paralizó el lado derecho y luego la totalidad del cuerpo. Lola lo cuidó hasta su muerte, 13 años después, en 1981.

### La vida continúa
Descubrió, a los 60 años, algunas técnicas orientales y comenzó a practicar -con cautela- el Hatha Yoga, el taichí y la psicodanza creada por Rolando Toro. En 1971 finalizó la traducción del I Ching (o Libro de las mutaciones), trabajo al que se había dedicado varios años. Si bien ella había asistido a conferencias de Richard Wilhelm cuando tenía 20 años, no había captado en ese entonces la importancia de este oráculo. Al estudiar el principio de sincronicidad de Jung, después de su reorientación profesional, comenzó a interesarse por el antiguo oráculo.
Ella no sólo fue terapeuta hasta el año de su muerte, sino que es considerada por sus múltiples discípulos y pacientes como una gran maestra. Durante los últimos 14 años de su vida organizó varios grupos de estudio y experimentación: sueños, I Ching, símbolos.

### La iniciativa planetaria
Lola Hoffmann creía en el cambio individual y descreía de la acción política. En 1981 se fundó en Nueva York, la Iniciativa Planetaria para el Mundo que Elegimos y cuando en 1983, esta iniciativa llega a Chile ella decide participar y fue la oradora principal en el acto de lanzamiento. En sus últimos años asume la acción colectiva, y fue fundadora, en 1985, de la Casa de la Paz.

### El encuentro con Dios
Cuando contaba con unos 60 años comenzó a padecer glaucoma y, después de varias operaciones, finalmente fue necesario extirpar el ojo enfermo, pero comenzó el mismo proceso en el ojo sano, de manera que pronto estaba casi ciega.
Sus últimos cuatro años los pasó en Peñalolén en la parcela de su hija Adriana Hoffmann. Allí le construyeron una réplica de su casa y colocaron sus libros en los mismos estantes y espacios, sus fotos, sus esculturas tal como estaban en la casa anterior.
Unos cinco años antes de morir, en 1983, enfermó gravemente. No reconocía a nadie, deliraba, se peleaba con todos, convivía en otro tiempo con sus parientes rusos.
Ella cuenta que una noche se despertó con un profundo golpe en su cuerpo, a lo largo de toda la columna, se dobló en arco hacia atrás y sintió como una caricia gigante y amable la masajeaba. Se volvió a dormir. Sin embargo, volvió a experimentar un segundo golpe más fuerte que el primero. Sintió que el corazón se detenía y que volaba por encima del planeta. Luego se vio tendida en una cama y sintió una presencia a su lado de la que emana cada vez más amor. Se preguntó sobre esta presencia tan intensa, sobre si sería Dios o no. Ella muchas veces había cuestionado la existencia de Dios. Cuenta que de pronto se oyó preguntar "¿Me perdonas?", y desde su propio interior sale como si fuese un collar de perlas, todos los acontecimientos más importantes de su vida como enhebrados unos a otros. Ella se sintió feliz y comprendió el significado de esos acontecimientos y cómo habían ido cambiando su vida. Cuando esta experiencia terminó, ella se levantó como si no hubiese estado enferma gravemente y se sintió "renacida".
Otras veces, en esos años, tuvo otras experiencias de estados de conciencia alterados.
Los últimos meses de vida estaba muy débil, pero siguió atendiendo a sus pacientes hasta una semana antes de morir. Al levantarse, una noche, se cayó y se quebró la cadera. Días después, a los 84 años, murió, dejando tras sí muchos discípulos.